# Begonia malmquistiana
Espèce
Synonymes
- Begonia malmquistiana f. angustifolia Irmsch.[1]

Begonia malmquistiana est une espèce de plantes de la famille des Begoniaceae.
L'espèce fait partie de la section Petermannia.
Elle a été décrite en 1913 par Edgar Irmscher (1887-1968).

## Répartition géographique
Cette espèce est originaire du pays suivant : New Guinea.